# NGC 9
NGC 9 је спирална галаксија у сазвежђу Пегаз која се налази на NGC листи објеката дубоког неба.
Деклинација објекта је 23° 49' 4" а ректасцензија 0h 8m 54,5s. Привидна величина (магнитуда) објекта NGC 9 износи 13,7 а фотографска магнитуда 14,5. Налази се на удаљености од 43,527 милиона парсека од Сунца. NGC 9 је још познат и под ознакама UGC 78, MCG 4-1-30, CGCG 477-59, IRAS 00063+2332, KUG 0006+235, KARA 6, CGCG 478-31, PGC 652.